# 兴安胡枝子
兴安胡枝子（学名：Lespedeza daurica）为豆科胡枝子属下的一个种。

## 扩展阅读
- 維基物種上的相關：兴安胡枝子